# Heppenheim
Heppenheim (pronunciación en alemán: /ˈhɛpn̩ˌhaɪ̯m/ (escucharⓘ)) es una ciudad en Hesse, Alemania. Está situada al pie de las montañas Odenwald y es la capital del distrito Bergstraße. En 2024, tenía 27.610 habitantes. Es la ciudad natal de Sebastian Vettel, 4 veces campeón del mundo de Fórmula 1.

## Historia

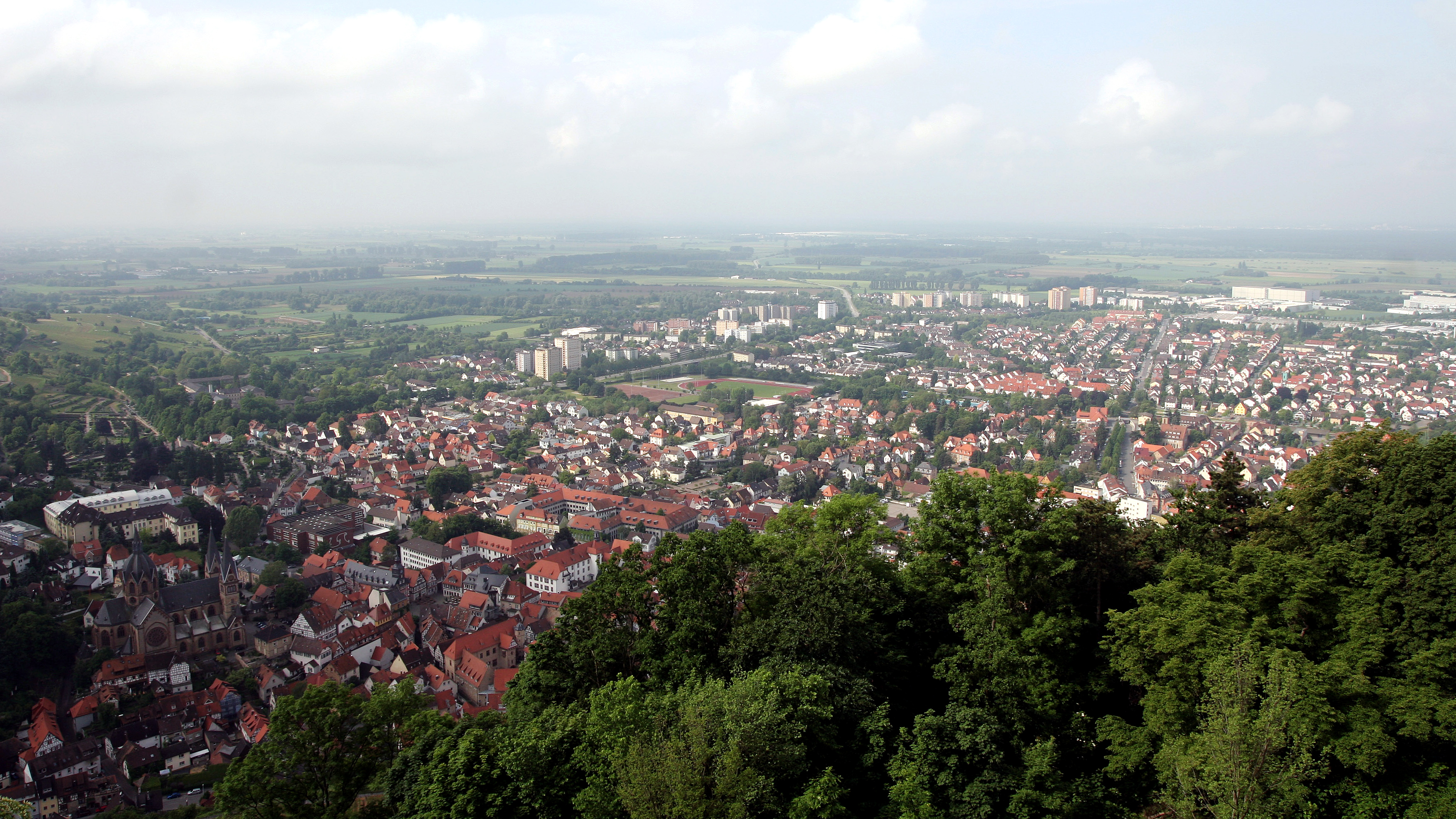
Heppenheim

La ciudad fue fundada alrededor del año 755 en las cercanías del entonces poderoso monasterio de Lorsch. Carlomagno regaló la ciudad y los alrededores en 773 a este monasterio.  En 1065 fue construido sobre Heppenheim el castillo Starkenburg. Su objetivo era proteger la ciudad y el monasterio de los invasores; en 1066 resistió exitosamente un ataque de Adalbert, el arzobispo de Bremen. En el siglo XIII Heppenheim fue adquirida por el arzobispo de Maguncia. Un incendio en 1369 destruyó completamente la ciudad, excepto 4 casas. El 19 de noviembre de 1461 pasó junto con Fürth al Electorado del Palatinado, en 1621, durante la campaña del Palatinado, fue tomada por las tropas españolas, que la devolvieron en 1623 a Maguncia.
En 1803, Heppenheim pasó al Condado de Hesse y sigue siendo de Hesse hasta hoy. Hoy en día es el sede del distrito de Bergstrasse con unos 275 000 habitantes. 

## Monumentos
El casco antiguo de la ciudad cuenta con muchas casas de paredes entramadas del siglo XVIII o de más antiguas. La Plaza Mayor, con la Casa del Cabildo y su fachada espléndida, atrae a muchos turistas. 
L'iglesia de San Pedro, construida entre 1900 y 1904, representa otro edificio notable. A causa de sus extensiones, la gente la llama también "la catedral de la ruta de montaña". Sus torres tienen unos 50 metros de altura, la cúpula incluso 60 metros.

## Demografía
| 1666  | 1806  | 1861  | 1900  | 1925  | 1939  | 1950   | 1971   | 1975   | 2003   | 2024   |
| ----- | ----- | ----- | ----- | ----- | ----- | ------ | ------ | ------ | ------ | ------ |
| 1.066 | 3.190 | 4.599 | 5.779 | 7.693 | 9.350 | 13.111 | 17.411 | 23.793 | 25.457 | 27.610 |

## Ciudades hermanadas
- Caldaro sulla Strada del Vino, Italia
- West Bend, Estados Unidos
- Le Chesnay, Francia

## Personas ilustres
- Madre Marianne Cope
- Sebastian Vettel (4 veces campeón del mundo de Fórmula 1).
- Jürgen Groh
- Jürgen Tautz